# زاوية سيدي علي خليل
زاوية سيدي علي خليل  هو معلم أثري تونسي مصنف من قبل المعهد الوطني للتراث يقع في ولاية صفاقس في الجنوب الشرقي التونسي، تحديدا في مدينة صفاقس تم تصنيف المعلم في يوم 16 نوفمبر 1928.

## مقالات ذات صلة
- قائمة المعالم الأثرية المصنفة في تونس